# Bon, Bon
Singles par Pitbull
DJ Got Us Fallin' in Love
(2010) Hey Baby (Drop It to the Floor)
(2010)
Pistes de Armando
Mujeres Guantanamera
Bon, Bon est une chanson du rappeur Pitbull, 3e single extrait de son 5e album studio Armando. Le single est disponible depuis le 25 octobre 2010. Aux États-Unis, le single atteint la 61e place du Billboard Hot 100 et 3e du Billboard Top Latin Songs. La chanson utilise le sample du titre We No Speak Americano du groupe australien Yolanda Be Cool avec DCUP, lui-même sampler sur le titre datant de 1956 Tu vuò fà l'americano de Renato Carosone.

## Liste des pistes
1. Bon, Bon (Album Version) – 3:35
2. Bon, Bon (Radio Edit) – 3:06
3. Bon, Bon (English Version) – 3:36
4. Bon, Bon (NRJ Dance 2011) – 3:36
5. Bon, Bon (Bravo Hits 73) – 3:37
6. Bon, Bon (Swiss Edition) – 3:37
7. Bon, Bon (We Love Summer 2011) – 3:37
8. Bon, Bon (The Dome - Summer 2011) – 3:36
9. Bon, Bon (Sommermädchen 2011) – 3:37

## Crédits et personnel
- Armando C. Perez – Auteur-compositeur
- Nicola Salerno - Auteur-compositeur, arranger, instrumentation, recording and mixing
- DJ Alvaro - producteur, arrangeur, instrument, enregistrement et mix
- Johnson Peterson - Auteur-compositeur
- Sylvester Martinez - Auteur-compositeur
- Duncan MacLellan - Auteur-compositeur

## Classement par pays
| Classement (2010-2011)                 | Meilleure position |
| -------------------------------------- | ------------------ |
| Allemagne (Media Control AG)           | 39                 |
| Autriche (Ö3 Austria Top 40)           | 36                 |
| Espagne (PROMUSICAE)                   | 38                 |
| Pologne (Dance Top 50)                 | 38                 |
| Suisse (Schweizer Hitparade)           | 47                 |
| États-Unis (Hot 100)                   | 61                 |
| États-Unis (Billboard Latin Songs)     | 3                  |
| États-Unis (Billboard Latin Pop Songs) | 3                  |
| États-Unis (Billboard Tropical Songs)  | 3                  |